# گروه باجاج
گروه باجاج (انگلیسی: Bajaj Group) شرکت خوشه‌ای هندی است، که در سال ۱۹۲۶ توسط جمالال باجاج تأسیس شد.